# Domitius
Domitius es un género de arañas araneomorfas de la familia Nesticidae. Se encuentran en el sur de Europa (penínsulas ibérica e itálica).

## Lista de especies
Se reconocen las siguientes según World Spider Catalog 19.5:
- Domitius baeticus (López-Pancorbo & Ribera, 2011)
- Domitius luquei (Ribera & Guerao, 1995)
- Domitius lusitanicus (Fage, 1931)
- Domitius menozzii (Caporiacco, 1934)
- Domitius murgis (Ribera & De Mas, 2003)
- Domitius sbordonii (Brignoli, 1979)
- Domitius speluncarum (Pavesi, 1873)